# Resen, Veliko Tărnovo
Resen (în bulgară Ресен) este un sat în  partea de nord a Bulgariei în Obștina Veliko Târnovo, Regiunea Veliko Târnovo.

## Demografie
Componența etnică a satului Resen
     Turci (6,82%)
     Bulgari (82,11%)
     Nicio identificare (10,14%)
     Altele (0,91%)
La recensământul din 2011, populația satului Resen era de 1.962 locuitori. Din punct de vedere etnic, majoritatea locuitorilor (82,11%) erau bulgari, cu o minoritate de turci (6,82%). Pentru 10,14% din locuitori nu este cunoscută apartenența etnică.